# 薑山 (伊利諾伊州)
薑山（英語：Ginger Hill）是位於美國伊利諾伊州羅克艾蘭縣的一個非建制地區。該地的面積和人口皆未知。

## 地理
薑山的座標為41°26′17″N 90°34′02″W / 41.43806°N 90.56722°W，而該地的平均海拔高度為177米（即581英尺）。